# Giuseppe Gracceva
Giuseppe « Peppino » Gracceva (Rome, 13 février 1906 - Rome, 27 septembre 1978) est un partisan italien. Sous le nom de guerre de Maresciallo Rosso, il devient commandant des Brigades Matteotti, qui agissent conjointement avec les Brigades Anarchistes dans le Latium, l'Ombrie, les Marches et les Abruzzes.

## Biographie
Giuseppe Gracceva rejoint dans sa jeunesse le Parti communiste italien et devient propagandiste à Rome. Le 23 mai 1925, il est arrêté avec Giuseppe Alberghi pour « activités subversives  »  à la Piazza Esquilino. Les deux hommes ont été trouvés en possession de 3 500 tracts  appelant à la révolte contre le régime. Il n'a cependant pas été condamné, en raison d'une amnistie. Accusé de complot contre les pouvoirs de l'État, il est à nouveau arrêté en 1937 et condamné cette fois à cinq ans de prison à purger dans la prison de Civitavecchia,.
La grâce demandée par son épouse Lucia permet à Gracceva de sortir de prison en 1940, mais avec une mise à l'épreuve. Pendant son emprisonnement, il  développe une aversion pour la politique stalinienne des grandes purges et du pacte Molotov-Ribbentrop et quitte le PCI rejoignant le parti socialiste. Malgré le contrôle de l'OVRA, il reconstitue le réseau antifasciste de Rome qui gravite autour du parti socialiste. Après l'armistice de Cassibile, le 8 septembre 1943, il s'empare avec ses camarades d'armes et commence la lutte armée contre les nazis-fascistes. Après avoir été l'un des chefs militaires de la résistance contre les envahisseurs allemands à Porta San Paolo, il devient avec le nom de guerre de Maresciallo Rosso, le chef militaire des Brigades Matteotti nouvellement formées, qui opèrent dans le Latium, l'Ombrie, les Marches et les Abruzzes,.
Après s'être rendu dans le sud, près de Bénévent, pour prendre contact avec la cinquième armée américaine et formé à la collaboration avec l' Office of Strategic Services (OSS), il revient à Rome en octobre 1943. À cette époque il est en contact avec l'agent secret américain Peter Tompkins. Il a également collaboré à l' Avanti, le journal du Parti socialiste italien de l'unité prolétarienne. Il a également été un collaborateur de l'OSS,.
Au début de 1944, Gracceva et Giuliano Vassalli, avec l'aide d'Alfredo Monaco, médecin à Regina Coeli, conçoivent le plan d'action qui conduit à l'évasion  de la prison romaine de Sandro Pertini et Giuseppe Saragat, réalisée le 25 janvier par un groupe de partisans coordonné par Vassalli. En février 1944, il organise avec son groupe, dirigé par les frères Cosimo et Edoardo Vurchio, l'une des actions les plus importantes de la Résistance romaine : le sabotage d'un train chargé de munitions qui a explosé à l'intérieur de la gare de Roma Ostiense ,.
Les SS tentent de neutraliser l'activité de la Brigade Matteotti. Au cours d'une fusillade, Giuseppe Gracceva, acculé et avec un poumon perforé par une balle, saute du deuxième étage du bâtiment dans lequel il s'était barricadé et réussit à s'échapper, se cassant le bras dans la chute. Avec l'aide de son frère, il a été emmené dans un endroit sûr et la balle est extraite. Les SS, cependant ont  encerclé le refuge et essaye de convaincre le médecin Alfredo Monaco et son épouse Marcella de le tuer afin qu'il ne soit pas capturé vivant.
Giuseppe Gracceva  refuse de  se réfugier dans une zone extraterritoriale et à l'aube du lundi de Pâques, les SS font irruption dans sa maison et le conduisent à la prison de Via Tasso où il est soumis à la torture pendant plus d'un mois, la Libération de Rome met un terme à sa détention, .

## Après-guerre
Refusant la médaille d'or pour la valeur militaire, il accepte néanmoins la médaille d'argent avec pension d'invalidité pour les tortures subies. Il est élu président de l'ANPI de Rome lors de sa création en 1947 et est délégué par le Parti socialiste italien pour faire partie de la Consulta Nazionale  pour la rédaction et l'approbation de la Charte de la Constitution italienne.
En raison de ses convictions socio-politiques et de son opposition aux  pactes du Latran, il s'éloigne de la politique active. Ayant rencontré Enrico Mattei, il accepte la présidence de l' ENI-Sud, et s'installe avec sa famille à Salerne. Dès qu'il apprend l'assassinat de Mattei, il démissionne le jour même et rentre à Rome où il meurt en 1978. Son corps repose dans le cimetière monumental de Campo Verano. Une rue de la XVe municipalité de Rome lui est dédiée.

## Honoraires
- médaille d'argent à la valeur militaire[1].